# II Giochi olimpici giovanili invernali
I II Giochi Olimpici giovanili invernali (in norvegese bokmål: De 2. olympiske vinterlekene for ungdom) si sono disputati nel 2016 a Lillehammer, Norvegia, dal 12 al 21 febbraio 2016. La città norvegese, unica candidata per l'edizione, ricevette l'assegnazione ufficiale il 7 dicembre 2011. Lillehammer aveva già ospitato negli stessi impianti le Olimpiadi invernali nel 1994.

## Assegnazione
Lillehammer fu l'unica città candidata per ospitare i II Giochi Olimpici Invernali Giovanili. La sua candidatura venne considerata rispondente a tutti i criteri necessari e quindi venne ufficialmente designata come città organizzatrice nel dicembre del 2011.

### Candidature non formalizzate
Alcune città dichiararono l'intenzione di candidarsi ad ospitare l'evento ma non ufficializzarono mai la proposta, tra queste:
- Lake Placid, USA [2].
- Sofia, Bulgaria [3]
- Lucerna, Svizzera [4].
- Saragozza, Spagna [5]

## Sviluppo e preparazione

### Sedi di gara

#### Lillehammer
- Stadio dello sci Birkebeineren: biathlon, sci di fondo, combinata nordica
- Pista olimpica: bob, skeleton, slittino
- Centro sciistico di Hafjell: sci alpino, freestyle, snowboard

Il complesso sportivo Stampesletta ospiterà invece:
- Kristins Hall: curling, hockey su ghiaccio
- Lysgårdsbakken: combinata nordica, salto con gli sci
- Area per freestyle di Kanthaugen: freestyle, snowboard

#### Hamar
- Palazzo del ghiaccio: pattinaggio di figura
- Palazzetto del ghiaccio: pattinaggio di velocità

#### Gjøvik
- Palazzetto del ghiaccio: short track

## I Giochi

### Discipline
A questi secondi Giochi olimpici giovanili invernali gli sport praticati sono stati 15.
- Biathlon (6)
- Bob (2)
- Combinata nordica (2)
- Curling (2)
- Freestyle (6)
- Hockey su ghiaccio (4)
- Pattinaggio di figura (5)
- Pattinaggio di velocità (7)
- Salto con gli sci (3)
- Sci alpino (9)
- Sci di fondo (6)
- Short track (5)
- Skeleton (2)
- Slittino (4)
- Snowboard (7)

### Calendario degli eventi
| CA | Cerimonia di apertura | ● | Qualificazioni | 1 | Finali | G | Gran galà | CC | Cerimonia di chiusura |

| Febbraio                | 12 Ven | 13 Sab | 14 Dom | 15 Lun | 16 Mar | 17 Mer | 18 Gio | 19 Ven | 20 Sab | 21 Dom | Eventi |
| ----------------------- | ------ | ------ | ------ | ------ | ------ | ------ | ------ | ------ | ------ | ------ | ------ |
| Cerimonie               | CA     |        |        |        |        |        |        |        |        | CC     |        |
| Biathlon                |        |        | 2      | 2      |        | 1      |        |        |        | 1      | 6      |
| Bob                     |        |        |        |        |        |        |        |        | 2      |        | 2      |
| Combinata nordica       |        |        | ●      | ●      | 1      | ●      |        | ●      | 1      |        | 2      |
| Curling                 | ●      | ●      | ●      | ●      | ●      | 1      |        | ●      | ●      | 1      | 2      |
| Freestyle               |        |        | 2      | 2      |        |        |        | 1      | 1      |        | 6      |
| Hockey su ghiaccio      | ●      | ●      | ●      | ●      | 1      |        | 1      | ●      | ●      | 2      | 4      |
| Pattinaggio di figura   |        | ●      | ●      | 2      | 2      |        |        |        | 1      |        | 5      |
| Pattinaggio di velocità |        | 2      |        | 2      |        | 1      |        | 2      |        |        | 7      |
| Salto con gli sci       |        |        |        |        | 2      |        | 1      |        |        |        | 3      |
| Sci alpino              |        | 2      | 2      |        | 1      | 1      | 1      | 1      | 1      |        | 9      |
| Sci di fondo            |        | 2      |        |        | 2      |        | 2      |        |        |        | 6      |
| Short track             |        |        | 2      |        | 2      |        |        |        | 1      |        | 5      |
| Skeleton                |        |        |        |        |        |        |        | 2      |        |        | 2      |
| Slittino                |        |        | 1      | 2      | 1      |        |        |        |        |        | 4      |
| Snowboard               |        |        | 2      | 2      | 1      |        |        | 1      | 1      |        | 7      |
| Totale medaglie d'oro   |        | 6      | 11     | 12     | 13     | 4      | 5      | 7      | 8      | 4      | 70     |
| Totale cumulato         |        | 6      | 17     | 29     | 42     | 46     | 51     | 58     | 66     | 70     |        |
| Febbraio                | 12 Ven | 13 Sab | 14 Dom | 15 Lun | 16 Mar | 17 Mer | 18 Gio | 19 Ven | 20 Sab | 21 Dom | Eventi |

## Medagliere
| Posizione | Paese         | Oro | Argento | Bronzo | Totale |
| --------- | ------------- | --- | ------- | ------ | ------ |
| 1         | Stati Uniti   | 12  | 7       | 0      | 19     |
| 2         | Corea del Sud | 12  | 3       | 3      | 18     |
| 3         | Russia        | 10  | 8       | 9      | 27     |
| 4         | Germania      | 7   | 7       | 8      | 22     |
| 5         | Norvegia      | 5   | 9       | 8      | 22     |
| 6         | Cina          | 5   | 6       | 5      | 16     |
| 7         | Svizzera      | 5   | 3       | 4      | 12     |
| 8         | Giappone      | 3   | 5       | 1      | 9      |
| 9         | Francia       | 3   | 3       | 3      | 9      |
| 10        | Canada        | 3   | 2       | 3      | 8      |
| 11        | Svezia        | 3   | 2       | 2      | 7      |
| 12        | Slovenia      | 3   | 0       | 2      | 5      |
| 13        | Austria       | 2   | 3       | 5      | 10     |
| 14        | Italia        | 2   | 2       | 7      | 11     |
| 15        | Gran Bretagna | 2   | 1       | 2      | 5      |
| 16        | Lettonia      | 1   | 2       | 2      | 5      |
| 17        | Ucraina       | 1   | 1       | 1      | 3      |
| 18        | Belgio        | 1   | 1       | 0      | 2      |
| 19        | Mongolia      | 1   | 0       | 0      | 1      |
| 19        | Slovacchia    | 1   | 0       | 0      | 1      |
| 21        | Rep. Ceca     | 0   | 4       | 2      | 6      |
| 22        | Australia     | 0   | 4       | 1      | 5      |
| 23        | Ungheria      | 0   | 2       | 2      | 4      |
| 24        | Paesi Bassi   | 0   | 2       | 1      | 3      |
| 25        | Finlandia     | 0   | 1       | 6      | 7      |
| 26        | Kazakistan    | 0   | 1       | 3      | 4      |
| 27        | Nuova Zelanda | 0   | 1       | 1      | 2      |
| 27        | Romania       | 0   | 1       | 1      | 2      |
| 29        | Polonia       | 0   | 1       | 0      | 1      |
| 30        | Bulgaria      | 0   | 0       | 3      | 3      |
| Totale    | Totale        | 82  | 82      | 85     | 249    |